# Carl Petersén
Carl Jacob Karsten Petersén (født 18. april 1883 i Stockholm, død 14. april 1963) var en svensk militærmand (oberstløjtnant) og chef for den militære efterretningstjeneste C-byrån.

## Biografi
Carl Petersén var søn af kancellirådmand Carl Petersén og Ingeborg Tanberg. Han blev sekondløjtnant ved Upplands artilleriregiment (A 5) 1903, kaptajn 1916 og major i hæren 1932. Han gik på Gymnastik- och idrottshögskolan 1907, var major og instruktør i persisk tjeneste 1911-1913 samt deltog i Slaget ved Gallipoli 1915. Samme år aflagde han certifikatprøven til at flyve gasballon. Petersén deltog i Den finske borgerkrig som oberstløjtnant 1918.
Han var derefter attaché i Warszawa 1919-1920, sad i kommissionen for udveksling af den græske og tyrkiske civilbefolkning 1923-1925, deltog i den bulgarske flygtningekommission 1926-1928, i Syrien 1929, i Folkeforbundets grænsereguleringskommission i Syrien og Iran 1932. Petersén var afdelingschef ved den internationale Røde Kors i Paris 1921-1937, generalsekretær i Kungliga svenska aeroklubben 1937-1939 og aktiv i B-afdelingen 1939-1940. Han blev hjemkaldt til Sverige for at lede den hemmelige militære efterretningstjeneste, hvor han var chef for C-byrån 1940-1946. I 1944 ledte han på svensk side efterretningsoperationen Operation Stella Polaris.
Han har modtaget en lang række ordner og udmærkelser bl.a. Dannebrogordenen.